# Мальованка (Шепетівський район)
Мальо́ванка — село в Україні, у Судилківській сільській територіальній громаді Шепетівського району Хмельницької області. Населення становить 50 осіб.

## Географія

### Клімат
| Клімат Мальованки         | Клімат Мальованки | Клімат Мальованки | Клімат Мальованки | Клімат Мальованки | Клімат Мальованки | Клімат Мальованки | Клімат Мальованки | Клімат Мальованки | Клімат Мальованки | Клімат Мальованки | Клімат Мальованки | Клімат Мальованки | Клімат Мальованки |
| Показник                  | Січ.              | Лют.              | Бер.              | Квіт.             | Трав.             | Черв.             | Лип.              | Серп.             | Вер.              | Жовт.             | Лист.             | Груд.             | Рік               |
| Середній максимум, °C     | −2,6              | −1,3              | 3,5               | 12,6              | 19,3              | 22,6              | 23,8              | 23,1              | 18,6              | 12,0              | 4,8               | 0,0               | 11                |
| Середня температура, °C   | −5,7              | −4,6              | −0,2              | 7,6               | 13,7              | 17,2              | 18,5              | 17,6              | 13,4              | 7,8               | 2,1               | −2,6              | 7                 |
| Середній мінімум, °C      | −8,8              | −7,8              | −3,9              | 2,7               | 8,2               | 11,9              | 13,2              | 12,2              | 8,3               | 3,6               | −0,6              | −5,2              | 2                 |
| Норма опадів, мм          | 40                | 32                | 34                | 56                | 66                | 103               | 103               | 71                | 59                | 40                | 43                | 49                | 696               |
| ------------------------- | ----------------- | ----------------- | ----------------- | ----------------- | ----------------- | ----------------- | ----------------- | ----------------- | ----------------- | ----------------- | ----------------- | ----------------- | ----------------- |
| Джерело: climate-data.org |                   |                   |                   |                   |                   |                   |                   |                   |                   |                   |                   |                   |                   |

## Назва
Колись в лісовій місцевості на околиці хутора було збудований чудовий розфарбований будинок, коли люди їхали до лісу з других сіл, то всі дивувались цій красі і казали: «Який мальовничий будинок, наче намальований!» Звідси пішла назва села Мальованка.

## Історія
У 1906 році хутір Хролинської волості Ізяславського повіту Волинської губернії. Відстань від повітового міста 42 верст, від волості 11. Дворів 30, мешканців 171.